# Zygophylax biarmata
Zygophylax biarmata is een hydroïdpoliep uit de familie Lafoeidae. De poliep komt uit het geslacht Zygophylax. Zygophylax biarmata werd in 1905 voor het eerst wetenschappelijk beschreven door Billard. 